# Condado de Norman
El condado de Norman (en inglés: Norman County), fundado en 1881, es un condado del estado estadounidense de Minnesota. En el año 2000 tenía una población de 7.442 habitantes con una densidad de población de 3 personas por km². La sede del condado es Ada.

## Geografía
Según la oficina del censo el condado tiene una superficie total de 2271 km² (876,8 mi²), de los que 2270 km² (876,4 mi²) son tierra y 1 km² (0,4 mi²) (0,06%) son agua.

## Condados adyacentes
- Condado de Polk - norte
- Condado de Mahnomen - este
- Condado de Becker - sureste
- Condado de Clay - sur
- Condado de Cass - suroeste
- Condado de Traill - oeste

### Principales carreteras y autopistas
- U.S. Autopista 75
- Carretera estatal 9
- Carretera estatal 32
- Carretera estatal 113
- Carretera estatal 200

## Demografía
Según el censo del 2000 la renta per cápita media de los habitantes del condado era de 32.535 dólares y el ingreso medio de una familia era de 41.280 dólares. En el año 2000 los hombres tenían unos ingresos anuales 28.674 dólares frente a los 20.619 dólares que percibían las mujeres. El ingreso por habitante era de 15.895 dólares y alrededor de un 10,30% de la población estaba bajo el umbral de pobreza nacional.

## Ciudades y pueblos
- Ada
- Borup
- Gary
- Halstad
- Hendrum
- Perley
- Shelly
- Twin Valley

### Comunidades no incorporadas
- Lockhart
- Hadler
- Syre